# NCIS: ハワイ シーズン2
アメリカのポリスプロシーデュラルテレビドラマ『NCIS: ハワイ』のシーズン2は2022-23年テレビシーズンにCBSで2022年9月19日から2023年5月22日まで放送された。このシーズンには22のエピソードが含まれている。
シーズン2は『NCIS 〜ネイビー犯罪捜査班』とのクロスオーバーからスタートした。『NCIS 〜ネイビー犯罪捜査班』と『NCIS:LA 〜極秘潜入捜査班』との3方向クロスオーバーが第10話として放映された。
2022–23年のテレビシーズンで、『NCIS: ハワイ』シーズン2は平均753万人の視聴者によって16位にランキングされた。

## 登場人物と配役

### メイン
ジェーン・テナント
演 - ヴァネッサ・ラシェイ
NCISの特別捜査官で、ハワイ支局の初めての女性のチームリーダー
若き日のジェーン・テナント：演 - ロンダ・カハナ
カイ・ホルマン
演 - アレックス・タラント
チームの新人NCIS捜査官で、最近父親の面倒を見るために故郷に戻ってきた
ジェス・ブーン
演 - ノア・ミルズ
テナントの腹心で副官。元ワシントンDCの殺人課刑事で島のハイキングコースをよく知っている
ルーシー・タラ
演 - ヤスミン・アル＝ブスタミ
ハワイ支局の若手現場捜査官。ウィスラーに好意をもたれ、その後恋人となる
アーニー・マリク
演 - ジェイソン・アントゥーン
ハワイ支局のサイバー情報スペシャリスト
キャサリン・マリー・"ケイト"・ウィスラー
演 - トリ・アンダーソン
国防情報局（DIA）で、後に連邦捜査局（FBI）特別捜査官でNCIS-FBIリエゾン。タラの好意の相手で後に恋人となる
アレックス・テナント
演 - キアン・タラン（シーズン1-2、シーズン3にゲスト出演）
ジェーンの長子

### リカーリング
ジョー・ミリウス大佐
演 - エンヴェア・ジョカイ
太平洋艦隊司令官の副参謀長、後にペンタゴンに異動。ジェーンの好意の対象でもあり、彼の転勤が正式に決まって二人はついに関係を完結させた
ジュリー・テナント
演 - マヒナ・ナポレオン
ジェーンの末子
マギー・ショー
演 - ジュリー・ホワイト
元CIA局員。ジェーンの以前の指導者で友人
ノーマン・”ブン・ブン"・ゲイツ大尉
演 - シャリフ・アトキンス
チームの爆発物専門家
カーラ・チェイス軍医中佐
演 - シーナ・コフォエド
パールハーバー・ヒッカム統合基地に配属された検視官

### ゲスト
ジョン・スイフト
演 - ヘンリー・イアン・キュージック
NCIS主任特別捜査官、スペシャルプロジェクトオフィスのメンバー

### クロスオーバー

#### 『NCIS 〜ネイビー犯罪捜査班』
ニック・トーレス
演 - ウィルマー・バルデラマ
テナントととの過去の関係があるNCIS特別捜査官
ジェシカ・ナイト
演 - カトリーナ・ロー
NCIS特別捜査官
ケイシー・ハインズ
演 - ディオナ・リーズノーバー
ワシントンDCのチームの鑑識専門家
アルデン・パーカー
演 - ゲイリー・コール
ワシントンDCの重大事件対応チームのNCIS監督特別捜査官
ジミー・パーマー
演 - ブライアン・ディーツェン
ワシントンDCチームの主任検視官

#### 『NCIS:LA 〜極秘潜入捜査班』
グリーシャ・"G"・カレン
演 - クリス・オドネル
ロサンゼルス支局OSP特別捜査官現場対応チーム主任捜査官
サム・ハンナ
演 - LL・クール・J
ロサンゼルス支局OSP特別捜査官現場対応チーム上級捜査官、OSP副官

## エピソード
| 通算 話数 | シーズン 話数 | タイトル                                | 監督                         | 脚本                                       | 放送日         | 製作 番号 | U.S.視聴者数 (百万人) |
| --- | ------------- | --------------------------------------- | ---------------------------- | ------------------------------------------ | -------------- | --------- | --------------------- |
| 23 | 1             | "囚人のジレンマ" "Prisoners' Dilemma"   | ティム・アンドリュー         | ジャン・ナッシュ、クリストファー・シルバー | 2022年9月19日  | HAW201    | 5.31                  |
| NCIS捜査官のニック・トーレスとジェシカナイトがジェーンおよびアーニーとともにハワイを訪れ、ワシントンDCとNCIS: ハワイのチームが再集結してトーレスとナイトの上司であるアルデン・パーカーNCIS特別捜査官を罠にはめた犯人を追うために協力する。その後、その後、彼らはオアフ島で開催される世界最大の国際海上戦争演習、リムパック（環太平洋合同演習）で軍人を標的にした攻撃を阻止することになる。 このエピソードで『NCIS』の第20シーズン第1話で始まったクロスオーバー イベントが完了する。 |               |                                         |                              |                                            |                |           |                       |
| 24 | 2             | "決死のカーチェイス" "Blind Curves"     | ヤンゾム・ブラウエン         | マット・ボザック                           | 2022年9月26日  | HAW202    | 4.58                  |
| 海兵隊二等軍曹の遺骨が廃車置き場で発見され、チームは死の状況を調査するが、やがて違法なストリートレースの世界に足を踏み入れることになる。一方、ジェーンは息子アレックスの行動を心配する。また、ウィスラーはルーシーを同僚に紹介するのをためらう。 |               |                                         |                              |                                            |                |           |                       |
| 25 | 3             | "盗まれた栄誉" "Stolen Valor"           | ティム・アンドリュー         | エイミー・ラトバーグ                       | 2022年10月3日  | HAW203    | 4.91                  |
| ある海軍将校が交通事故で死亡し、チームはその将校がまだ生きていること、そして彼女になりすました女性が実は偽者だったことを突き止める。ウィスラーはこの事件を探るために潜入捜査を志願するが、それは結果的に彼女を大きな危険にさらすことになる。 |               |                                         |                              |                                            |                |           |                       |
| 26 | 4             | "霊が棲む森" "Primal Fear"              | レヴァー・バートン           | ロン・マッギー                             | 2022年10月10日 | HAW204    | 4.57                  |
| 海軍水兵の死体が神聖なカプの遺跡に流れ着き、チームは沿岸警備隊の特別捜査官ニール・パイクと再会して、この島で活動する連続殺人犯の可能性を探る。一方、ジェーンは息子の新しいガールフレンドに出会う。 |               |                                         |                              |                                            |                |           |                       |
| 27 | 5             | "破れた夢の果て" "Sudden Death"         | ターニャ・マキアナン         | ヤールン・トゥ                             | 2022年10月17日 | HAW205    | 4.96                  |
| 海軍水兵の死亡事件を捜査中、チームは冷酷な犯罪組織と対決することになる。 |               |                                         |                              |                                            |                |           |                       |
| 28 | 6             | "潮だまりの謎" "Changing Tides"         | ライオネル・コールマン       | ノア・エヴスリン                           | 2022年10月24日 | HAW206    | 5.01                  |
| 海兵隊伍長がフェンタニルに暴露されて死亡し、チームはさらなる死者が出る前に他の薬物を見つけて回収しようと奔走する。 |               |                                         |                              |                                            |                |           |                       |
| 29 | 7             | "消えた母親" "Vanishing Act"            | ダイアナ・C・ヴァレンタイン  | マイク・ディアス、ジャン・ナッシュ         | 2022年11月14日 | HAW207    | 4.78                  |
| 若い女性が息子を残して失踪し、チームは彼女を探すが、彼女が見かけとは違う人物であることが判明する。 |               |                                         |                              |                                            |                |           |                       |
| 30 | 8             | "舞台上の惨劇" "Curtain Call"           | クリスティン・ムーア         | ヤキラ・チェンバース                       | 2022年11月21日 | HAW208    | 4.82                  |
| コミュニティシアターで副業をしていた海軍将校が殺害され、チームは捜査に協力する仲間を募り、冷酷な国際殺人犯にたどり着く。一方、カイはウィスラーに、犯罪者となった友人の一人について調査を始めるよう協力を求める。 |               |                                         |                              |                                            |                |           |                       |
| 31 | 9             | "さらわれた検視官" "Desperate Measures" | ケヴィン・J・バーランディ    | ロン・マッギー                             | 2022年12月5日  | HAW209    | 4.52                  |
| チームは、DEA捜査官殺害容疑をかけられた陸軍レンジャーに誘拐されたチェイス中佐の行方を追うが、殺された捜査官の同僚たちはこのレンジャーが殺害の実行犯と考えており、敵対的な歓迎を受ける。 |               |                                         |                              |                                            |                |           |                       |
| 32 | 10            | "仮面の裏側" "Deep Fake"                | ジミー・ホイットモア         | クリストファー・シルバー                   | 2023年1月9日   | HAW210    | 7.36                  |
| テナントとDCの検死官ジミー・パーマー、そしてロサンゼルスのエージェント、サム・ハンナは、サイモン・ウィリアムズを捜査しているCIAエージェントを名乗る女性に誘拐され、監禁される。一方、DCの担当捜査官、パーカーはハワイ支部と協力して行方不明のチームメイトを探す。彼らはCIAエージェントと同じような状況に陥るが、そのエージェントは偽者だった。チームは最終的に、サイモン・ウィリアムズが何年分ものデータを管理しているコンピュータプログラムの名前であり、そのプログラムに関係する者は今や重大な危険にさらされていることを突き止める。メンバーの1人が、サムのパートナーで、上司である元海軍提督ホレス・キルブライドに他ならないことを突き止めると、NCIS特別捜査官のG・カレンはテナントを同行させてロサンゼルスに戻る準備をする。 このエピソードで『NCIS_〜ネイビー犯罪捜査班』第20シーズン第10話に続き、『NCIS:LA 〜極秘潜入捜査班』第14シーズン第10話で完了するクロスオーバー・イベントが始まる |               |                                         |                              |                                            |                |           |                       |
| 33 | 11            | "日出ずる国より" "Rising Sun"           | クリストフ・スクルーイ       | ミーガン・バカラック、マット・ボザック     | 2023年1月16日  | HAW211    | 4.33                  |
| チームは、沿岸警備隊捜査部（CGIS）特別捜査官ニール・パイクが地元の日本人犯罪組織の潜入捜査中に待ち伏せ攻撃を受けた事件を調査し、襲撃者を見つけるために奔走する。一方、カイは幼なじみで現在は犯罪者となっている AJ ヘイルについてさらに詳しく調べる。 |               |                                         |                              |                                            |                |           |                       |
| 34 | 12            | "見えないバリア" "Shields Up"           | ノーマン・バックリー         | ジャン・ナッシュ & エイミー・ラトバーグ    | 2023年1月23日  | HAW212    | 5.27                  |
| チームは、エリート特殊部隊のメンバーでもあった海兵隊大尉が殺害された事件を調査し、すぐに普通ではない場所で容疑者と思われる人物を発見する。 |               |                                         |                              |                                            |                |           |                       |
| 35 | 13            | "狙われたカイ" "Misplaced Targets"      | ラリー・テン                 | ヤールン・トゥ                             | 2023年2月6日   | HAW213    | 5.13                  |
| メタンフェタミン製造所の爆発から逃れた後、チームはカイがAJヘイルの標的になっていることを知り、再び襲撃される前にヘイルを倒さなければならなくなる。一方、航空母艦では、ルーシーが洋上捜査官として初めての大事件を捜査することになる。 |               |                                         |                              |                                            |                |           |                       |
| 36 | 14            | "静かなる侵入者" "Silent Invasion"      | エリック・フォックス・ヘイズ | マイク・ディアス                           | 2023年2月13日  | HAW214    | 5.01                  |
| 警部夫妻が殺害され、その死因が過去に捜査した事件と類似していたことから、チームは捜査を開始する。模倣殺人かどうかを調べるため、チームの元メンバーが呼ばれる。 |               |                                         |                              |                                            |                |           |                       |
| 37 | 15            | "よきサマリア人" "Good Samaritan"       | ラリー・テン                 | ノア・エヴスリン                           | 2023年2月27日  | HAW215    | 5.12                  |
| 海軍の脱走兵が潜伏先から姿を現すと、彼の家族が標的となり、チームは彼らを守るために行動を起こす。ルーシーが洋上捜査官の立場から復帰する。 |               |                                         |                              |                                            |                |           |                       |
| 38 | 16            | "それぞれの選択" "Family Ties"          | クリスティン・ムーア         | ロン・マッギー                             | 2023年3月13日  | HAW216    | 5.15                  |
| 近隣地域に住む海軍の住民は、一晩で自分たちの車が盗まれたことに気づき、チームが事件を捜査するうちに、思いもよらない人物が犯人だと突き止める。一方、ウィスラーは非協力的な情報提供者との付き合いに苦慮する。また、アレックスは大学進学の選択肢を検討している。 |               |                                         |                              |                                            |                |           |                       |
| 39 | 17            | "美しき情報提供者" "Money Honey"        | ローレン・ヤコネリ           | ミーガン・バカラック                       | 2023年3月20日  | HAW217    | 4.98                  |
| 海軍大佐ジョー・ミリアスはハワイに戻り、普通ではない情報提供者の助けを借りて、危険で価値の高いターゲットを逮捕するのをチームに依頼する。一方、ジェーンと元夫ダニエルは、息子アレックスが海軍兵学校に入学したという事実に対処しようと奮闘する。 |               |                                         |                              |                                            |                |           |                       |
| 40 | 18            | "必ず家族の元へ" "Bread Crumbs"         | レヴァー・バートン           | ジャン・ナッシュ                           | 2023年4月10日  | HAW218    | 5.02                  |
| ジェーンと彼女が尋問していた容疑者を乗せたヘリコプターが墜落し、パイロット2人が死亡し、チームメイトが必死にジェーンを捜し始める中、ジェーンは自分のスキルを駆使して自分と他の乗客の命を救いながら、敵対的な環境で生き残るために戦う。 |               |                                         |                              |                                            |                |           |                       |
| 41 | 19            | "NCIS火星支局" "Cabin Fever"            | カート・ジョーンズ           | ヤキラ・チェンバース                       | 2023年5月1日   | HAW219    | 4.84                  |
| 極めて機密性の高い火星シミュレーションに参加していた宇宙飛行士が謎の状況で死亡し、何が起こったのかを調査して真実を明らかにするためにアーニーが計画に派遣される。 |               |                                         |                              |                                            |                |           |                       |
| 42 | 20            | "週末の強盗殺人" "Nightwatch Two"       | ティム・アンドリュー         | エイミー・ラトバーグ                       | 2023年5月8日   | HAW220    | 4.84                  |
| チームは、ルーシーに奇妙な電話で殺人を犯したことを認めた男を捜索する。 |               |                                         |                              |                                            |                |           |                       |
| 43 | 21            | "解かれた封印" "Past Due"               | ジミー・ホイットモア         | クリストファー・シルバー & ヤールン・トゥ  | 2023年5月15日  | HAW221    | 4.95                  |
| 元MI6エージェントが殺害され、ジェーンは自分の過去の秘密が暴露されたことに気づき、殺人犯を追跡するためにあらゆる手段を講じる。 |               |                                         |                              |                                            |                |           |                       |
| 44 | 22            | "過去の過ち" "Dies Irae"                | ティム・アンドリュー         | マット・ボザック & ジャン・ナッシュ        | 2023年5月22日  | HAW222    | 5.10                  |
| ジェーンがCIA職員だった頃に出会った人物が再び現れ、ジェーンと同僚は彼女が築き上げてきたもの全てを破壊しようとする殺人犯を逮捕するために助けを求め、ロサンゼルスOSPのサム・ハンナの協力を得る。 |               |                                         |                              |                                            |                |           |                       |

### クロスオーバー
シーズン2にはさらに2回のクロスオーバーが制作され、1回目は『NCIS 〜ネイビー犯罪捜査班』と、2回目は『NCIS 〜ネイビー犯罪捜査班』と『NCIS:LA 〜極秘潜入捜査班』とのものだった。

## 製作

### 企画
2022年3月31日、CBSはシーズン2の製作を決定し、2022年9月19日に放映が始まった。

## 視聴者数
| No. | タイトル             | 放送日         | レイティング (18–49) | 視聴者数 (百万人) | DVR (18-49) | DVR視聴者数 (百万人) | 合計 (18-49) | 合計視聴者数 (百万人) |
| --- | -------------------- | -------------- | -------------------- | ----------------- | ----------- | -------------------- | ------------ | --------------------- |
| 1   | "囚人のジレンマ"     | 2022年9月19日  | 0.4                  | 5.31              | 0.3         | 3.08                 | 0.7          | 8.39                  |
| 2   | "決死のカーチェイス" | 2022年9月26日  | 0.3                  | 4.58              | 0.2         | 2.65                 | 0.6          | 7.23                  |
| 3   | "盗まれた栄誉"       | 2022年10月3日  | 0.3                  | 4.91              | 0.2         | 2.36                 | 0.5          | 7.27                  |
| 4   | "霊が棲む森"         | 2022年10月10日 | 0.3                  | 4.57              | 0.2         | 2.44                 | 0.5          | 7.01                  |
| 5   | "破れた夢の果て"     | 2022年10月17日 | 0.4                  | 4.96              | 0.2         | 2.41                 | 0.6          | 7.37                  |
| 6   | "潮だまりの謎"       | 2022年10月24日 | 0.4                  | 5.01              | 0.2         | 2.33                 | 0.6          | 7.33                  |
| 7   | "消えた母親"         | 2022年11月14日 | 0.3                  | 4.78              | 0.2         | 2.45                 | 0.5          | 7.23                  |
| 8   | "舞台上の惨劇"       | 2022年11月21日 | 0.3                  | 4.82              | N/A         | N/A                  | N/A          | N/A                   |
| 9   | "さらわれた検視官"   | 2022年12月5日  | 0.3                  | 4.52              | N/A         | N/A                  | N/A          | N/A                   |
| 10  | "仮面の裏側"         | 2023年1月9日   | 0.5                  | 7.36              | 0.3         | 3.19                 | 0.8          | 10.55                 |
| 11  | "日出ずる国より"     | 2023年1月16日  | 0.3                  | 4.33              | 0.2         | 2.74                 | 0.5          | 7.07                  |
| 12  | "見えないバリア"     | 2023年1月23日  | 0.4                  | 5.27              | TBD         | TBD                  | TBD          | TBD                   |
| 13  | "狙われたカイ"       | 2023年2月6日   | 0.4                  | 5.13              | 0.2         | 3.37                 | TBD          | 8.50                  |
| 14  | "静かなる侵入者"     | 2023年2月13日  | 0.3                  | 5.01              | 0.2         | 3.44                 | 0.8          | 8.45                  |
| 15  | "よきサマリア人"     | 2023年2月27日  | 0.4                  | 5.12              | 0.3         | 3.22                 | 0.5          | 8.34                  |
| 16  | "それぞれの選"       | 2023年3月13日  | 0.4                  | 5.15              | TBD         | TBD                  | TBD          | TBD                   |
| 17  | "美しき情報提供者"   | 2023年3月20日  | 0.3                  | 4.98              | 0.4         | 2.22                 | TBD          | 7.20                  |
| 18  | "必ず家族の元へ"     | 2023年4月10日  | 0.3                  | 5.02              | 0.2         | TBD                  | TBD          | TBD                   |
| 19  | "NCIS火星支局"       | 2023年5月1日   | 0.3                  | 4.84              | TBD         | TBD                  | TBD          | TBD                   |
| 20  | "週末の強盗殺人"     | 2023年5月8日   | 0.3                  | 4.84              | TBD         | TBD                  | TBD          | TBD                   |
| 21  | "解かれた封印"       | 2023年5月15日  | 0.3                  | 4.95              | TBD         | TBD                  | TBD          | TBD                   |
| 22  | "過去の過ち"         | 2023年5月22日  | 0.3                  | 5.10              | TBD         | TBD                  | TBD          | TBD                   |